# Caciquat du Poyaïs
1821–1837
(16 ans)
Le Poyaïs est un État fictif d'Amérique centrale imaginé par le mercenaire écossais Gregor MacGregor. Ce dernier, connu pour avoir mis en place de nombreuses escroqueries dans sa vie, invente le territoire du Poyaïs, sur lequel il prétend régner comme cacique, afin d'y attirer des investisseurs et colons français et britanniques. La supercherie, considérée comme l'une des fraudes les plus audacieuses de l'Histoire, dure seize ans, de 1821 à 1837,.

## Histoire
L'aventurier Gregor MacGregor vécut en Amérique de 1812 à 1821. Il y participa aux guerres d'indépendance hispano-américaines en combattant notamment pour le Venezuela et la Nouvelle-Grenade. À son retour au Royaume-Uni en 1821, il affirma que le roi de la Mosquitia George Frédéric Augustus Ier l'avait nommé cacique du Poyaïs, un territoire bordant le golfe du Honduras présenté comme une colonie développée avec une communauté de colons britanniques. En réalité, MacGregor a tout inventé.   

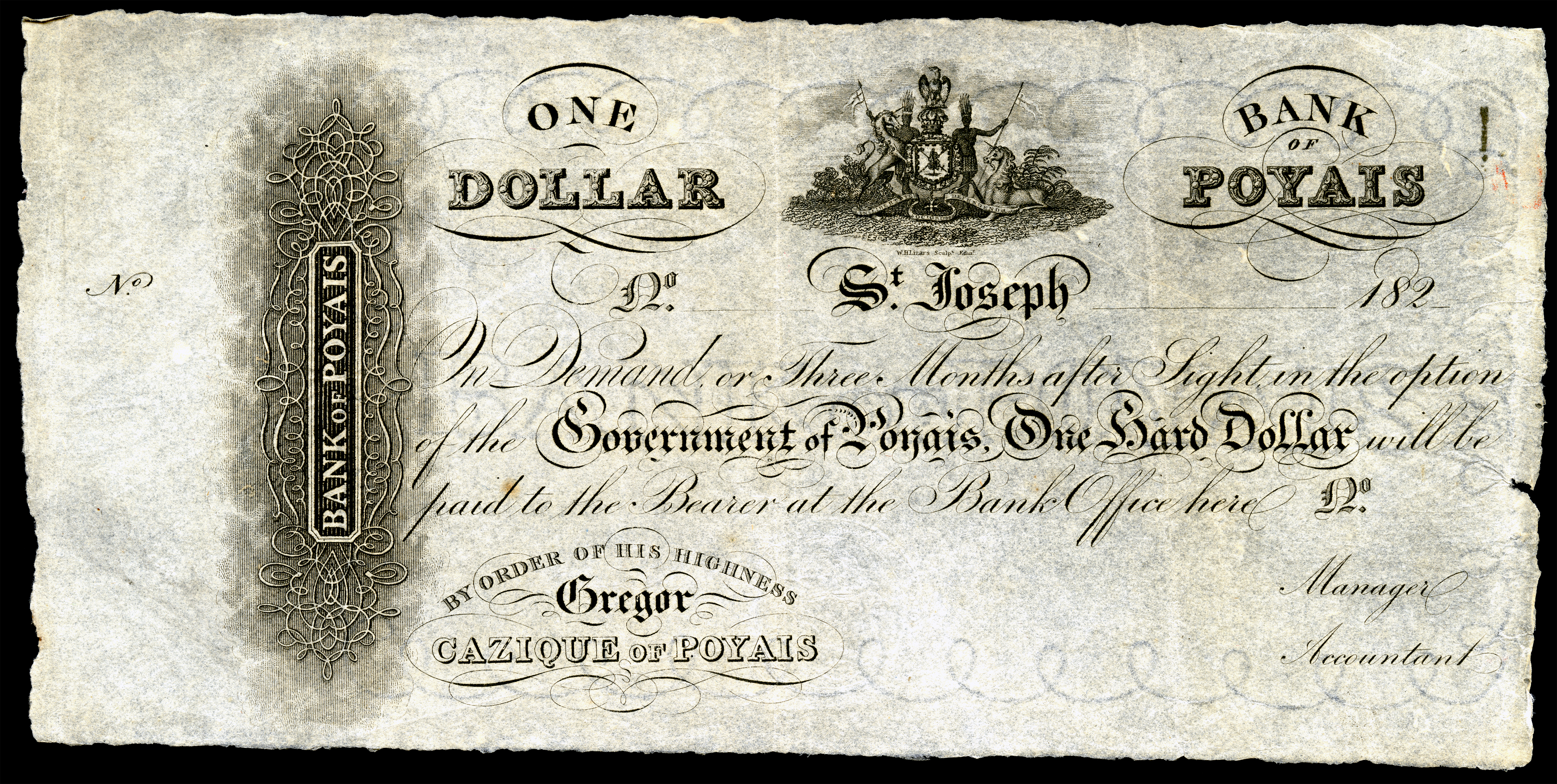
Un billet d'un hard dollar de Poyaïs.

Pour plus de réalisme, il fait réaliser un blason pour son pays et frapper une monnaie : des dollars de la Bank of Poyais. Il nomme vice-cacique le militaire George Woodbine pendant son absence. De 1822 à 1823, des centaines d'investisseurs commencent à faire des emprunts d'État du Royaume-Uni et d'autres supposés être du Poyaïs. Environ 250 colons entreprendront un voyage vers ce pays fictif. Ils ne trouveront qu'une jungle inhospitalière où plus de la moitié périra, tandis que MacGregor s'enrichira.  
En 1823, une cinquantaine de survivants arrivent à retourner en Grande-Bretagne. La presse britannique commence alors à dévoiler l'escroquerie. Mais certains survivants pensent que MacGregor n'est pas en cause et que c'est le colonel Hall ainsi que ses agents qui n'ont pas accompli leur devoir vis-à-vis du cacique.

Carte de la Neustrie montrant les villes (fictives) de Sidon, Tyr, Asylum, Refugium, Eden et Sertoria.

MacGregor part pour Paris où il persuade la Compagnie de la Nouvelle Neustrie, une firme destinée à la colonisation de l'Amérique du Sud, de chercher des investisseurs et des colons pour le Poyais. Le directeur de la Compagnie de la Nouvelle Neustrie, Lehuby, accepte d'acquérir  500 000 acres (2 023 km2) de terres pour son propre projet de colonie. Un navire est affrété au Havre et les candidats à l'émigration commencent à affluer : 30 d'entre eux obtiennent même un passeport pour le Poyais. Le gouvernement français commence à se douter de l'affaire quand 30 autres demandes de passeports lui parviennent pour un pays dont personne n'a jamais entendu parler : le navire reçoit l'ordre de ne pas quitter le port. Certains des candidats à l'émigration réalisent alors la fraude et portent plainte, et Hippisley et Thomas Irving, le secrétaire de MacGregor, sont arrêtés et incarcérés à la prison de La Force. MacGregor est à son tour arrêté en décembre 1825.
En 1826, il est aussi jugé, avec trois de ses associés, puis est acquitté. Jusqu'en 1838, il continue à s'enrichir grâce à son mensonge mais à plus petite échelle. Il quitte ensuite une nouvelle fois le Royaume-Uni pour s'installer définitivement au Venezuela.

## Symboles

### Héraldique
Sur les faux emprunts d'État et les faux billets par exemple, on peut trouver le blason du Poyaïs. Il en existe plusieurs variantes. Il représente deux indigènes qui tiennent ensemble une couronne (une couronne de laurier ou une couronne fermée similaire à celle des rois d'Angleterre selon les représentations) au dessus d'un écu. Cet écu, parfois entouré d'une médaille en sautoir, est de forme française ancienne. On y voit une croix devant un arbre (ou parfois un aigle). Les indigènes tiennent aussi dans leur main un drapeau différent chacun : celui de l'Angleterre et celui de l'Écosse. En dessous des indigènes se trouve la devise en latin du Poyaïs : In Libertate Sociorum Defendenda. Parfois, en plus des indigènes, l'écu central est aussi entouré de deux licornes et une aigle essorante se tient sur la couronne.

## Galerie

Cartes du projet de colonie de la Nouvelle-Neustrie
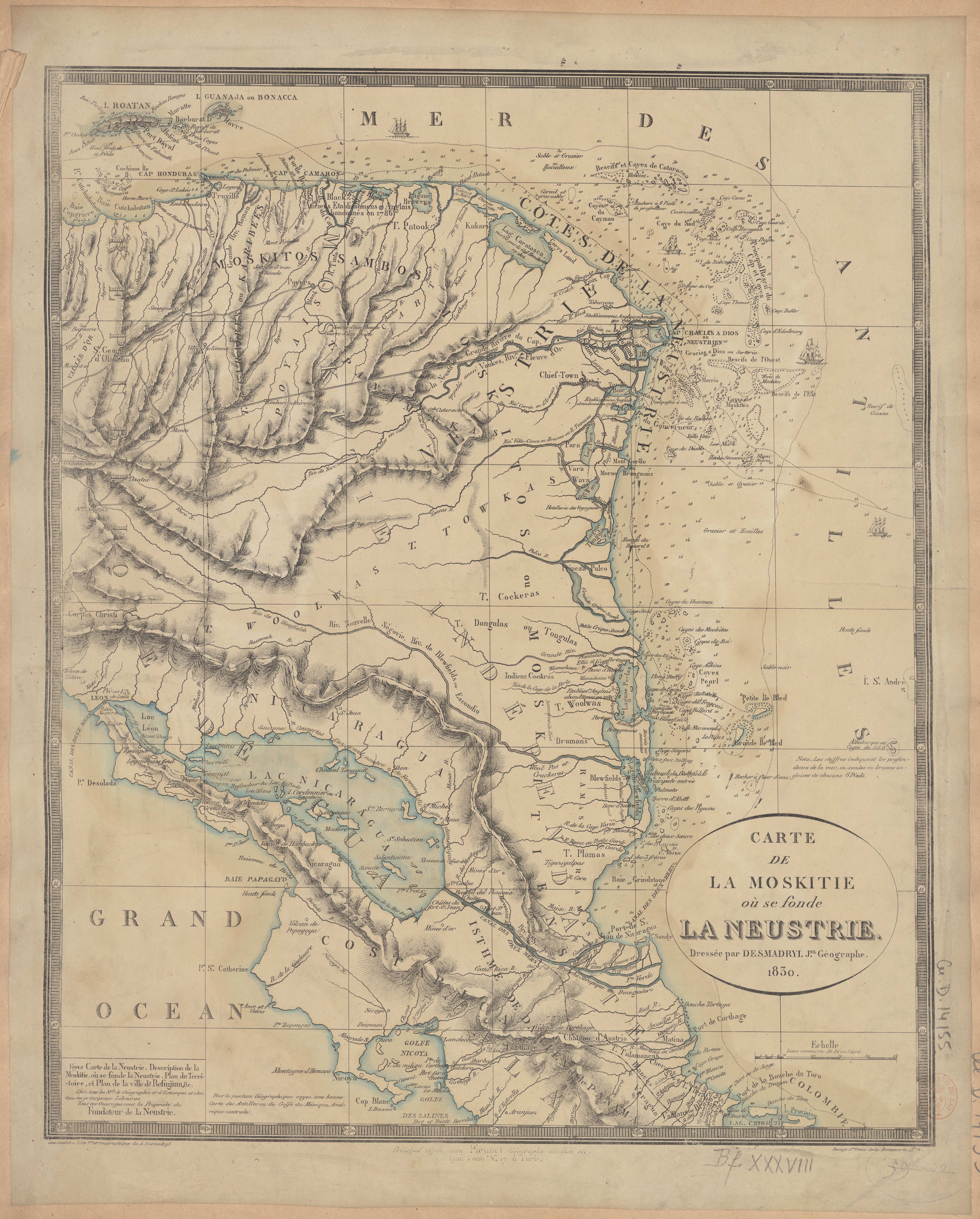
Carte de la Moskitie où se fonde la Neustrie.  (on y voit une immense route toute droite qui coupe à travers les montagnes)
Carte de la Neustrie dressée, ainsi que la carte générale, d'après les cartes de Jn. Purdy, celles de Th. Jefferys, corrigées, etc. : l'ensemble de la région ne correspond pas à la réalité.
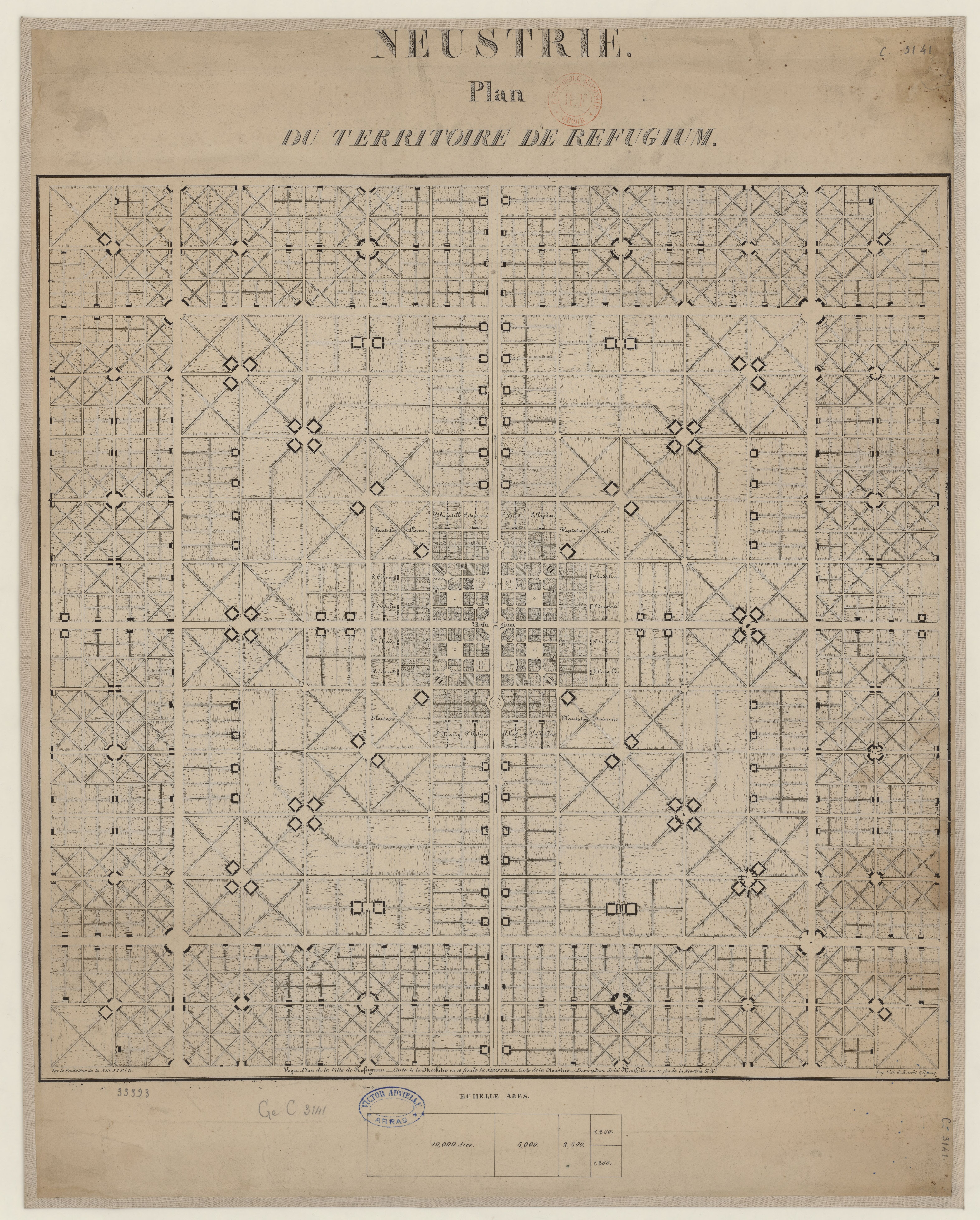
Plan du territoire de Refugium.
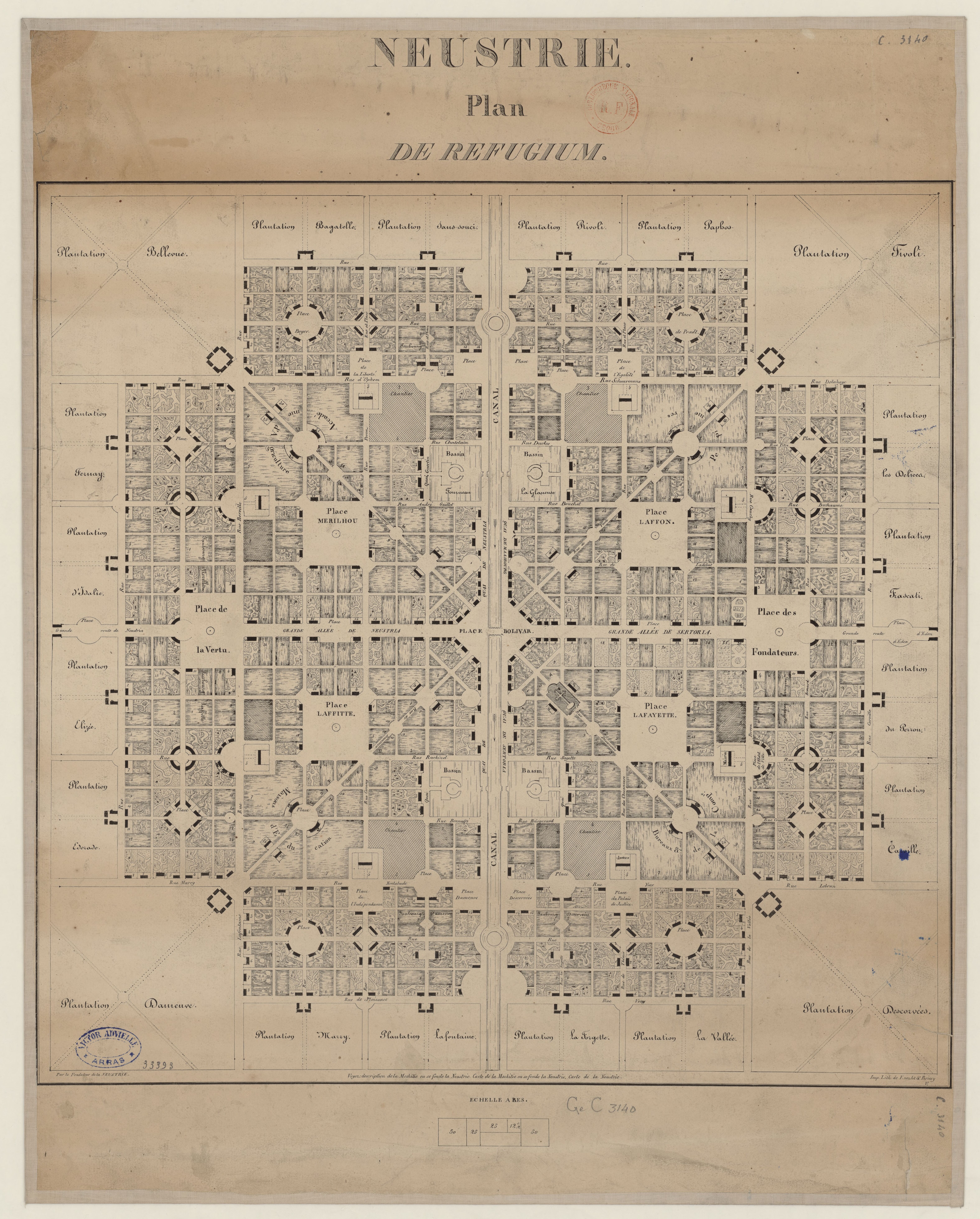
Plan de Refugium.

## Notes et références

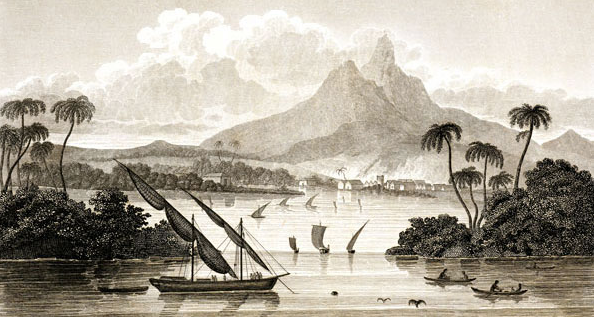
Gravure prétendant représenter le territoire du Poyaïs.